# 전략지정학
전략지정학(Geostrategy)은 지정학의 하위 분야로서 정치 및 군사 계획에 정보를 제공하거나 제한하거나 영향을 미치는 지리적 요인을 주로 활용하는 외교 정책의 한 유형이다. 모든 전략과 마찬가지로 전략지정학은 수단을 목적에 맞추는 것과 관련이 있다. 전략은 지리가 국가성과 밀접하게 얽혀 있거나 콜린스 S. 그레이와 제프리 슬론이 말했듯이 "[지리학은] 전략의 어머니이다."
지정학자들과 달리 전략지정학자들은 민족주의적 관점에서 지정학에 접근한다. 전략지정학은 주로 그것이 고안된 맥락, 즉 전략가의 국가, 역사적으로 뿌리내린 국가적 충동, 국가의 자원의 힘, 국가 목표의 범위, 시대의 정치적 지리, 기술적인 요인과 관련이 있다. 군사적, 정치적, 경제적, 문화적 참여에 영향을 미친다. 전략지정학은 지리적, 역사적 요인을 기반으로 외교 정책을 옹호하고, 분석적으로 외교 정책이 지리와 역사에 따라 어떻게 형성되는지 설명하거나, 예측적으로 국가의 미래 외교 정책 결정 및 결과를 예측하는 등 규범적으로 기능할 수 있다.
많은 지리전략가들은 지리학자이기도 하며 인문 지리학, 정치 지리학, 경제 지리학, 문화 지리학, 군사 지리학, 전략 지리학 등 지리학 하위 분야를 전문으로 한다. 지리전략은 전략적 지리와 가장 밀접한 관련이 있다.
특히 제2차 세계대전 이후 일부 학자들은 지정학을 두 학파로 나눈다: 독일 특유의 유기체 국가 이론과 더 넓은 영미 지역 전략.

## 같이 보기
- 파키스탄의 대외 관계